# Prövad oskuld
Prövad oskuld (originaltitel: Ordeal by Innocence) är en detektivroman av den engelska författaren Agatha Christie, utgiven 1958, på svenska 1959. 2015 kom romanen ut i ny svensk översättning under titeln Huset på udden.
Ett avgörande vittne är ovetande om sin roll som sådan förrän två år efter att en man befunnits skyldig till ett mord. När han inser vilken information han har, öppnar han på nytt smärtan av förlusten i en familj, och öppnar på nytt frågan om vem som var mördaren för två år sedan.
Romanen fick blandade recensioner vid tidpunkten för publiceringen, eftersom recensenterna i allmänhet inte var bekväma med de psykologiska aspekterna av berättelsen. Intrigen hade hennes "sedvanliga uppfinningsrikedom" men saknade "munterhet" och var "alldeles för lik ett försök till psykologisk fiktion". Sympati väcks för alltför många karaktärer, "men upplösningen är sund och historien väl berättad". En annan sa att det finns uppfinningsrikedom och ett bra slut, men att handlingen "saknar ett centralt fokus" och det verkar som om det "seriösa socialpsykologiska tillvägagångssättet inte passar" Christies skrivande. En senare recension ansåg att den var en av de bättre Christie-romanerna från 1950-talet, och noterade att författaren ibland kallade den sin egen favorit, den andra var Konstiga huset.

## Handling
Geologen Arthur Calgary dyker upp i Argyles hem Sunny Point två år efter att Rachel Argyle, fru och mor till fem adopterade barn, klubbades ihjäl. Hennes son Jacko ställdes inför rätta och fängslades, och han dog efter 6 månader i fängelse. Calgary förklarar att Jacko är oskyldig till mord, eftersom hans alibi var sant. Calgary är mannen som skjutsade Jacko till stan och pratade med honom, när det var känt att mordet hade hänt. Calgary är förvirrad över familjens reaktion på nyheten. Det hade varit svårt att konfrontera dem med att han inte hade infunnit sig vid tiden för rättegången, men ingen är nöjd med hans ansträngningar för rättvisa. Brodern Mickey Argyle inser genast att det fortfarande finns en mördare bland dem, och besöker Calgary på hans hotellrum för att berätta det för honom. Medan de nya polisutredningarna fortskrider misstänker de i tur och ordning Jackos pappa Leo, hans bror Mickey, hans systrar Mary, Tina och Hester, hans fars sekreterare Gwenda och den gamla hushållerskan Kirsten. Calgary besöker försvarsadvokaten, som ger honom mer information om händelsen och en inblick i familjen och den position som nyheten försätter dem i. Calgary känner att han nu måste hjälpa familjen i den nya situationen.
Dr Calgary var ovetande om rättegången eftersom han blev påkörd av en lastbil inom några timmar efter att ha träffat Jacko, och en hjärnskakning blockerade Calgarys färska minne. Han lämnade landet på en lång polarexpedition när polisen letade efter föraren av bilen. Jackos foto väcker hans minne vid Calgarys återkomst till England; Han minns att han samtalade med Jacko. Calgary känner att det är hans plikt att träda fram sent, och polisen accepterar hans skäl för att inte infinna sig tidigare.
Calgary besöker sedan den pensionerade läkaren Dr MacMaster för att fråga honom om Jacko. MacMaster blev förvånad när Jacko dömdes för att ha dödat Rachel, inte för att mord låg utanför Jackos "moraliska räckvidd". Han ser Jacko som en som är för feg för att döda en annan; I stället skulle han regissera en medbrottsling. Calgary pratar med Maureen, som avslöjar Jackos övertygande sätt med äldre kvinnor: han initierar affärer och tar sedan pengar från dem. Hester besöker Calgary i London, eftersom hon inte står ut med spänningen hemma. Var och en återvänder till Sunny Point. Calgary träffar en äldre kvinna som fallit för Jackos komplimanger och gett honom pengar. Polisen samlar in ny information från familjemedlemmar i jakten på mördaren. Musse planerar att träffa Tina för att ta reda på vad hon gjorde natten för mordet och berätta för henne om sitt nya jobb utanför England. Mary Argyle och hennes man Philip Durrant bor på Sunny Point under denna period av upprördhet. Filip försöker hitta den skyldige bland dem och hans ansträngningar sporrar mördaren att slå till igen.
På Philips begäran kommer Tina till Sunny Point. När hon kommer fram till hans rum står Kirsten vid dörren med en bricka, och de ser att Philip ligger död vid sitt skrivbord. Tina går därifrån tills hon kollapsar utomhus, där Musse ser henne falla och bär in henne. Doktor Craig kommer och säger att Tina har blivit knivhuggen i ryggen och måste åka till sjukhus.
Hester berättar för Calgary om Philip och Tina. Calgary beger sig till polisinspektör Huish, som upprepar orden som Tina sa på sjukhuset, att koppen var tom, Philips kopp, vilket betyder att Kirsten gick därifrån utan att komma in i rummet. På Sunny Point avslöjar Calgary för alla i biblioteket att mördaren är hushållerskan Kirsten. Jacko hade övertalat den enkla Kirsten att han var kär i henne, och övertalat henne att mörda mrs Argyle för att stjäla lite pengar som han ville ha och som hans mor inte ville ge honom. Kirsten får reda på att Jacko var hemligt gift, genom att träffa hans fru dagen efter mordet. Kirsten inser vilken idiot hon har varit och ser ondskan i Jacko.
När Kirsten blir anklagad flyr hon från Sunny Point. Familjen förväntar sig att polisen ska gripa henne. Medan Mary sörjer sin älskade make, bekänner hennes syster Hester sin kärlek till Arthur Calgary. Hon misstänker att Tina och Musse kommer att bli tillsammans när Tina återhämtar sig. Leo känner sig fri att gifta om sig.

## Karaktärer
- Arthur Calgary: en geofysiker som gav Jacko Argyle skjuts två år tidigare, och sedan var ute ur landet när Argyle stod inför rätta för mord. Calgary kunde därför inte ge sitt vittnesmål, vilket skulle ha backat upp Argyles uttalande. Han ger det när han återvänder till England och får veta vad som hänt.
- Leo Argyle: Rachels make. Han är en förmögen man med intresse för ekonomisk forskning och en lugn personlighet.
- Rachel Argyle: Leos fru och mor till fem adopterade barn. Hon hade en stark instinkt för moderskap och var också aktiv i välgörenhetsarbete. Hon ärvde rikedom från sina föräldrar som hon inrättade i truster för sina barn. Hon mördades ungefär två år innan romanen börjar.
- Mary Durrant (tidigare Mary Argyle): Leos och Rachels äldsta barn, ungefär 27 år gammal, och det första barnet de adopterade, när de var i New York City före andra världskriget.
- Philip Durrant: Marys make; Han tjänstgjorde som pilot i kriget, då han gifte sig med Mary. Ungefär två år innan romanen börjar drabbades han av polio och förlamade sina ben.
- Michael "Mickey" Argyle: adoptivson till Leo och Rachel. Han är arg för att hans biologiska mor inte sökte honom från Sunny Point efter krigsslutet. Han arbetar som bilförsäljare i den närliggande staden.
- Jacko Argyle: adoptivson till Leo och Rachel; Han dog i fängelset av lunginflammation, dömd för att ha dödat sin mor. Han hade varit både en underhållande person och en person med våldsam ilska, och han hade redan ett polisregister.
- Hester Argyle: adoptivdotter till Leo och Rachel. Hon är i 20-årsåldern och utmanas att hitta sin egen plats i världen. Hon visar sina starka känslor.
- Christina "Tina" Argyle: adoptivdotter till Leo och Rachel. Hon kom till dem vid 3 års ålder och minns inga andra föräldrar. Hon arbetar på ett bibliotek i en närliggande stad och har ett eget ställe där. Hon är av blandad ras och har en lugn personlighet.
- Kirsten Lindström: sjuksköterska och massör från Sverige, hon gick med i Argyle-hushållet under kriget när Rachel öppnade deras hem som en plats för barn i åldrarna 2 till 7, säkra från bombningarna under andra världskriget. Hon stannar kvar som hushållerska.
- Gwenda Vaughan: Leo Argyles sekreterare för hans forskning, i slutet av 30-årsåldern. Hon bor i sitt eget ställe, på gångavstånd från Sunny Point. Hon och Leo var på väg att tillkännage sin förlovning innan romanen börjar.
- Kommissarie Huish: polis som skötte den första utredningen och som har till uppgift att genomföra den andra med denna nya information.
- Dr MacMaster: pensionerad läkare som tog hand om barnen i Sunny Point-huset och bildade sig en uppfattning om de fem barn som adopterades av familjen Argyle.
- Andrew Marshall: advokat för familjen Argyle och försvaret för Jacko vid rättegången.
- Donald Craig: ung läkare i stan, som dejtar Hester Argyle. Han älskar henne, men han tror inte på henne.
- Maureen Clegg: tidigare gift med Jacko Argyle. Han höll henne hemlig för sin familj tills hon dök upp på Sunny Point dagen efter mordet. Hon arbetar med att sälja snacks i en biograf. Strax efter Jackos död gifte hon om sig med Joe Clegg, en elektriker.
- Namnlös medelålders kvinna: intervjuad av Arthur Calgary hade hon fallit för Jacko och berättar hur han lurade henne med kärlek när han planerade att ta hennes pengar.

## Litterär betydelse och mottagande
Philip John Stead avslutade sin recension i Times Literary Supplement den 12 december 1958 med att "Lösningen på Prövad oskuld är förvisso inte under Mrs Christies sedvanliga uppfinningsrikedom, men boken saknar andra kvaliteter som hennes läsare har kommit att förvänta sig. Vad har det blivit av den lättsinnighet, det uppiggande goda humör med vilket upptäcktsspelet spelas i så många av hennes berättelser? Prövad oskuld glider ut från den glada arenan till något som alltför mycket liknar ett försök till psykologisk fiktion. Det är för mycket av ett samtalsämne och för många människor pratar – människor som det är svårt att ta det nödvändiga intresset för eftersom det inte finns tillräckligt med utrymme för att etablera dem. Det slags hantverk, som har överösts denna berättelse, är inte av det slag, i vilket författaren excellerar, och läsaren känner, att miss Marple och Poirot skulle grundligt ogilla hela saken."
Sarah Russell från The Guardian gav en kort recension av romanen i numret den 9 december 1958 när hon sade: "I denna lösning av ett två år gammalt familjemord frammanas, ovanligt nog hos Miss Christie, sympati för alltför många människor för att lämna tillräckligt många misstänkta; Men upplösningen är sund och historien väl berättad."
Maurice Richardson sa om denna roman att "Veteranen Norn har nickat över den här. Det finns naturligtvis uppfinningsrikedom, men det saknar ett centralt fokus. Karaktärerna är stöddiga och det finns inte mycket av den där så lättlästa, nästan krispiga dialogen, som bränt socker." Han avslutade: "Det seriösa socialpsykologiska tillvägagångssättet passar inte A C på något sätt. Det är först i slutet, med den stora överraskningen, som man känner sig hemma och torr."
Robert Barnard betraktade denna roman som "En av femtiotalets bästa Christies, och en av hennes egna favoriter (även om hon namngav olika titlar vid olika tidpunkter). Fem små grisars mönster av mord i det förflutna, där den dömde mördaren har dött i fängelset, oskyldig. [sic]" Hans bedömning var att den var "Ont om upptäckt, men ganska tät i social observation. Förstående i behandlingen av adopterade barn, men inte helt taktfull i färgfrågan: "Tina är alltid den mörka hästen... Kanske är det den halva av henne som inte är vit.'"

## Bearbetningar

### Film
En filmatisering gjordes 1985 regisserad av Desmond Davis. I huvudrollerna syntes Donald Sutherland som Arthur Calgary, Sarah Miles som Mary Durrant, Christopher Plummer som Leo Argyle, Ian McShane som Philip Durrant, Diana Quick som Gwenda Vaughan och Faye Dunaway som Rachel Argyle.
Filmens musik av Dave Brubeck kritiserades för att vara olämplig för sin mystiska stil. Brubeck hade tagit över efter Pino Donaggio, som redan hade komponerat många stycken för projektet, men var för upptagen för att arbeta med projektet när olika filmredigeringar behövde göras om. Hans originalmusik hade virvlande stråkar, frodiga melodier och spänningsfyllda passager.

### TV

#### Brittisk version 2007
Romanen anpassades för den tredje säsongen av ITV:s TV-serie Agatha Christies Marple med Geraldine McEwan som Miss Marple 2007, även om karaktären inte var med i den ursprungliga romanen. I avsnittet medverkade Denis Lawson som Leo, Stephanie Leonidas som Hester, Lisa Stansfield som Mary och Jane Seymour som Rachel. Denna version gjorde märkbara skillnader från romanen, som att Jacko (Burn Gorman) avrättades genom hängning istället för att dö i fängelse av lunginflammation.
Gwenda Vaughan (Juliet Stevenson) tar Philip Durrants (Richard Armitage) plats som hushållsmedlemmen som mördas av Kirsten (Alison Steadman) för att ha kommit för nära sanningen. Kirstens försök att tysta Tina (Gugu Mbatha-Raw) och Micky (Bryan Dick) genom att knivhugga Tina är helt utelämnat. Det finns också ett annat adoptivbarn, Bobby (Tom Riley), tvillingbror till Jacko, som begår självmord efter ekonomisk ruin. Kirsten blir arresterad i slutet, till skillnad från i den ursprungliga romanen där hennes arrestering inte uttryckligen fanns med i själva texten.

#### Fransk version
Romanen anpassades som det andra avsnittet av den franska TV-serien Les Petits Meurtres d'Agatha Christie, som sändes 2009.

#### Brittisk version 2018
BBC One sände en serie i tre avsnitt baserad på Prövad oskuld 2018. Den spelades in i Inverkip i Skottland, och i huvudrollerna syntes Bill Nighy som Leo Argyll (ändrad från "Argyle" i romanen), Luke Treadaway som Arthur Calgary, Anna Chancellor som Rachel Argyll, Ella Purnell som Hester Argyll, Eleanor Tomlinson som Mary Durrant, Crystal Clarke som Tina Argyll, Morven Christie som Kirsten Lindstrom, Matthew Goode som Philip Durrant, Alice Eve som Gwenda Vaughan och Anthony Boyle som Jack Argyll. Manuset skrevs av Sarah Phelps, som också adapterade Christies miniserier Och så var de bara en och Åklagarens vittne för BBC. Serien, som först var planerad att sändas 2017, försenades på grund av sexuella anklagelser mot skådespelaren Ed Westwick, som ursprungligen fick rollen som Mickey Argyll, vilket ledde till att Westwicks scener spelades in på nytt med Christian Cooke som Mickey.
Serien har många skillnader från den ursprungliga romanen, inklusive slutet, där mördaren avslöjas vara Leo istället för Kirsten. Dessutom skildras Jack som att han inte har någon inblandning i mordet på Rachel och är den biologiska sonen till Leo och Kirsten, vilket resulterar i att Leo får honom ihjälslagen i fängelset när han hotar att avslöja sin sanna härkomst. Serien porträtterar också Calgary som en före detta mentalpatient, vilket orsakar tvivel om hans vittnesmål som Jacks alibi.

### Teater
Romanen dramatiserades som teaterpjäs av Mary Jane Hansen som uruppfördes av New York State Theatre Institute i Troy, New York. Den ursprungliga speltiden varade mellan den 4 och 17 februari 2007 och bestod av 14 föreställningar.

### Serieroman
Romanen släpptes av HarperCollins som en serieroman den 1 juli 2008, anpassad och illustrerad av "Chandre" (ISBN 0-00-727531-5). Detta var en översättning från den utgåva som först publicerades i Frankrike av Emmanuel Proust éditions 2006 under titeln Témoin indésirable.

### Radio
BBC producerade en radioversion av Joy Wilkinson med Mark Umbers som Arthur Calgary, Jacqueline Defferary som Gwenda och Phoebe Waller-Bridge som Hester Argyle. Den sändes första gången på BBC Radio 4 under tre veckor med början den 17 mars 2014.

### Fotnoter
1. ↑  Peers, Chris (March 1999). Collins Crime Club – A checklist of First Editions. Dragonby Press. sid. 15
2. ↑  Cooper, John (1994). Detective Fiction – the collector's guide. Scholar Press. sid. 82, 87. ISBN 0-85967-991-8
3. ↑  Marcum, J S. ”The Golden Years: 1953 - 1967”. An American Tribute to Agatha Christie. http://home.insightbb.com/~jsmarcum/agatha53.htm.
4. 1 2  Stead, Philip John (12 december 1958). ”Review”. The Times Literary Supplement:  s. 726.
5. 1 2  Russell, Sarah (9 december 1958). ”Review”. The Guardian:  s. 4.
6. 1 2  Richardson, Maurice (2 november 1958). ”Review”. The Observer:  s. 22.
7. 1 2  Barnard, Robert (1990). A Talent to Deceive – an appreciation of Agatha Christie. Fontana Books. sid. 201. ISBN 0-00-637474-3
8. ↑  ”Film Review: "Ordeal by Innocence" (1985)”. The Agatha Christie Reader. 16 augusti 2011. Arkiverad från originalet den 2 april 2018. https://web.archive.org/web/20180402035935/https://agathachristiereader.wordpress.com/2011/08/16/ordeal-by-innocence-1985/. Läst 1 april 2018.
9. ↑  ”Ordeal By Innocence - Pino Donaggio”. 1 april 2018. http://www.kritzerland.com/ordeal.htm.
10. ↑  ”Anna Chancellor”. Home for Agatha Christie. http://www.agathachristie.com/film-and-tv/ordeal-by-innocence/meet-the-cast/anna-chancellor. Läst 29 januari 2018.
11. ↑  ”Ed Westwick: BBC shelves drama after rape allegations against actor”. BBC News. 10 november 2017. https://www.bbc.co.uk/news/entertainment-arts-41941904. Läst 10 november 2017.
12. ↑  Doherty, Gavin (5 januari 2018). ”Film crew returns north as rape claims force reshoots on Agatha Christie drama”. Daily Express. https://www.express.co.uk/news/uk/900313/agatha-christie-bbc-drama-rape-accusations-bill-nighy-eleanor-tomlinson. Läst 5 januari 2018.
13. ↑  ”How Ordeal by Innocence was re-shot”. BBC News. 20 mars 2018. https://www.bbc.com/news/entertainment-arts-43458700.
14. ↑  Griffiths, Eleanor Bley (15 april 2018). ”How is THAT Ordeal by Innocence ending different from the Agatha Christie novel?”. Radio Times. http://www.radiotimes.com/news/tv/2018-04-15/how-is-that-ordeal-by-innocence-ending-different-from-the-agatha-christie-novel/. Läst 15 april 2018.
15. ↑  Hansen, Mary Jane. ”Playwrighting: Ordeal by Innocence”. http://www.maryjanehansen.com/writer-bio-resume. Läst 2 april 2018.
16. ↑  Burns, Gail M (1 februari 2007). ”Ordeal by Innocence reviewed”. Gail Sez. http://myvanwy.tripod.com/companies/nysti/ordealbyinnocence.html. Läst 8 januari 2019.
17. ↑  ”Agatha Christie - Ordeal by Innocence”. BBC Radio 4. http://www.bbc.co.uk/programmes/b03y0l8y. Läst 9 januari 2019.